# 借刀殺人
借刀殺人（しゃくとうさつじん）は兵法三十六計の第三計。「刀を借りて人を殺す」である。

## 本文
```
敵已明、友未定、引友殺敵、不自出力、以損推演。
```

敵が我に対して攻撃意図を明らかにしたときに、同盟国が対応をまだ決定していなかったなら、この同盟国を引きずり込んで敵を攻撃させるよう仕向けよ。我が方の労力を払うのでなく、損卦すなわち山澤損をもって推し進めよ。（同盟国が）喜んで自分のものを差し出させるよう仕向けよ。
※山澤損は上は山、下は澤。下卦の澤の陽を損して上卦の山の陰を益し、澤の深を損して山の高きを益す（易経）。

## 事例
同盟者や第三者が敵を攻撃するよう仕向ける戦術。敵を討っても自軍の損害は出さないことも目指している。例えば、敵のうちの一国と密かに講和して、交換条件に今までその国が同盟していた他の敵国を背後から奇襲させるというような計も借刀殺人にあたる。
鄭の荘公が、鄶を奪おうとしたとき、まず鄶の臣下のうち勇猛な者、優秀な者の氏名を書き連ねて、鄭が彼らに官位や土地を与えるとした誓約書を捏造した。それを鄶の都の城門の外に立てた祭壇の下に埋め、そこに鶏の血まで撒いて、あたかも誓約の儀式が本当になされたかのように工作した。鄶の君主はこれを見つけて、誓約書に氏名のあがっている者をことごとく殺してしまった。荘公はすかさず鄶を滅ぼした。
219年、蜀の関羽は魏の樊城を攻めた。定軍山の戦いでの大敗から立ち直れていない魏の援軍は撃退され、曹操は遷都を検討するほどの窮地に陥った。ここで司馬懿と蔣済は、関羽の領土を分け合うことを条件に、呉の孫権と同盟することを曹操に献策した。魏と同盟した孫権は、関羽に恨みを持つ糜芳と士仁を寝返らせて、関羽の本拠地の江陵を占領した。関羽はやむなく樊城から撤退したが、呂蒙の懐柔工作で関羽軍からは離反者が続出。関羽は息子とともに孫権の軍に捕らえられ、ついには殺されてしまった。
1600年10月21日の関ヶ原の戦いでは徳川家康を中心とした東軍に懐柔された西軍の小早川秀秋が戦闘中に西軍を離反したことが勝敗を決定付けた（最近の学説では開戦前から離反していた説が有力）。